# Історія відкриття планет і супутників Сонячної системи
У наведеній нижче таблиці подано наочну історію відкриття планет Сонячної системи та їхніх супутників. Історичні імена деяких планет і їхніх природних супутників не завжди відповідають тим, що були присвоєні їм на момент відкриття. В таблиці планети виділені курсивом (наприклад, Земля), а природні супутники — жирним шрифтом (наприклад, Титан).
Позначення в графі відкриття:
- I — дата першого зображення;
- О — дата першого візуального спостереження;
- P — дата оголошення про відкриття та перша публікація

* Примітка: У відмічених супутників доволі складна історія відкриття. Деякі супутники після відкриття були загублені, у випадку з іншими потрібно було кілька років, щоб довести їх існування. Частина супутників була виявлена після вивчення знімків апаратів «Вояджер», через кілька років після їх отримання.
Кольорові позначення
Планети та їхні природні супутники відмічені наступними кольорами:
Планети
Карликові планети

## Доісторична епоха
| Передісторія | Передісторія | Передісторія     | Передісторія |
| Ім'я         | Зображення   | Номер планети    | Примітка |
| ------------ | ------------ | ---------------- | --- |
| Сонце        |              | Зоря             | За птолемеєвою системою, Земля розташовувалася в центрі Сонячної системи, і навколо неї (по порядку) оберталися: Місяць, Сонце, Марс, Юпітер, Сатурн. На рахунок Венери та Меркурія у стародавніх греків існували розбіжності. Сонце і Місяць вважали планетами. |
| Меркурій     |              | Перша планета    | Спочатку Аристарх Самоський, а згодом Миколай Коперник запропонували геліоцентричну систему будови Сонячної системи. Коперник описав її у своїй праці «Про обертання небесних сфер» (1543). За цією системою Земля та інші планети Сонячної системи оберталися навколо Сонця в такому порядку: Меркурій, Венера, Земля, Марс, Юпітер, Сатурн. Сонце, розташоване в центрі, перестали вважати планетою. |
| Венера       |              | Друга планета    | Спочатку Аристарх Самоський, а згодом Миколай Коперник запропонували геліоцентричну систему будови Сонячної системи. Коперник описав її у своїй праці «Про обертання небесних сфер» (1543). За цією системою Земля та інші планети Сонячної системи оберталися навколо Сонця в такому порядку: Меркурій, Венера, Земля, Марс, Юпітер, Сатурн. Сонце, розташоване в центрі, перестали вважати планетою. |
| Земля        |              | Третя планета    | Спочатку Аристарх Самоський, а згодом Миколай Коперник запропонували геліоцентричну систему будови Сонячної системи. Коперник описав її у своїй праці «Про обертання небесних сфер» (1543). За цією системою Земля та інші планети Сонячної системи оберталися навколо Сонця в такому порядку: Меркурій, Венера, Земля, Марс, Юпітер, Сатурн. Сонце, розташоване в центрі, перестали вважати планетою. |
| Марс         |              | Четверта планета | Спочатку Аристарх Самоський, а згодом Миколай Коперник запропонували геліоцентричну систему будови Сонячної системи. Коперник описав її у своїй праці «Про обертання небесних сфер» (1543). За цією системою Земля та інші планети Сонячної системи оберталися навколо Сонця в такому порядку: Меркурій, Венера, Земля, Марс, Юпітер, Сатурн. Сонце, розташоване в центрі, перестали вважати планетою. |
| Юпітер       |              | П'ята планета    | Спочатку Аристарх Самоський, а згодом Миколай Коперник запропонували геліоцентричну систему будови Сонячної системи. Коперник описав її у своїй праці «Про обертання небесних сфер» (1543). За цією системою Земля та інші планети Сонячної системи оберталися навколо Сонця в такому порядку: Меркурій, Венера, Земля, Марс, Юпітер, Сатурн. Сонце, розташоване в центрі, перестали вважати планетою. |
| Сатурн       |              | Шоста планета    | Спочатку Аристарх Самоський, а згодом Миколай Коперник запропонували геліоцентричну систему будови Сонячної системи. Коперник описав її у своїй праці «Про обертання небесних сфер» (1543). За цією системою Земля та інші планети Сонячної системи оберталися навколо Сонця в такому порядку: Меркурій, Венера, Земля, Марс, Юпітер, Сатурн. Сонце, розташоване в центрі, перестали вважати планетою. |
| Місяць       |              | Земля I          | До Коперника вважали, що Місяць є однією з планет. Пізніше, на самому початку розвитку геліоцентричної системи, Місяць став єдиним тілом (доки не були відкриті інші супутники), яке оберталося не безпосередньо навколо Сонця, а навколо планети. |

## XVII століття
| XVII століття                        | XVII століття | XVII століття | XVII століття                                                                    | XVII століття |
| Дата                                 | Ім'я          | Зображення    | Номер                                                                            | Примітка |
| ------------------------------------ | ------------- | ------------- | -------------------------------------------------------------------------------- | --- |
| 1610-ті                              |               |               |                                                                                  | |
| o: 7 січня 1610 p: 13 березня 1610   | Каллісто      |               | Юпітер IV                                                                        | Галілей. Відкрив Галілеєві супутники. Примітка: Можливо, один із Галілеєвих супутників ще раніше був відкритий китайським астрономом Гань Де 364 року до н. е. Слід відмітити, що це перші супутники інших планет, які стали відомими астрономам.                  |
| o: 7 січня 1610 p: 13 березня 1610   | Іо            |               | Юпітер I                                                                         | Галілей. Відкрив Галілеєві супутники. Примітка: Можливо, один із Галілеєвих супутників ще раніше був відкритий китайським астрономом Гань Де 364 року до н. е. Слід відмітити, що це перші супутники інших планет, які стали відомими астрономам.                  |
| o: 7 січня 1610 p: 13 березня 1610   | Європа        |               | Юпітер II                                                                        | Галілей. Відкрив Галілеєві супутники. Примітка: Можливо, один із Галілеєвих супутників ще раніше був відкритий китайським астрономом Гань Де 364 року до н. е. Слід відмітити, що це перші супутники інших планет, які стали відомими астрономам.                  |
| o: 11 січня 1610 p: 13 березня 1610  | Ганімед       |               | Юпітер III                                                                       | Галілей. Відкрив Галілеєві супутники. Примітка: Можливо, один із Галілеєвих супутників ще раніше був відкритий китайським астрономом Гань Де 364 року до н. е. Слід відмітити, що це перші супутники інших планет, які стали відомими астрономам.                  |
| 1650-ті                              |               |               |                                                                                  | |
| o: 25 березня 1655 p: 5 березня 1656 | Титан         |               | Сатурн VI Сатурн II (1673—1684), Сатурн IV (1686—1789)                           | Гюйгенс. Спочатку він «опублікував» своє відкриття як анаграму 13 червня 1655 року; пізніше опублікував у формі брошури «De Saturni luna Observatio Nova», і в повному вигляді у «Systema Saturnium» [Архівовано 29 квітня 2007 у Wayback Machine.], липень 1659). |
| 1670-ті                              |               |               |                                                                                  | |
| o: 25 жовтня 1671 p: 1673            | Япет          |               | Сатурн VIII Сатурн III (1673—1684), Сатурн V (1686—1789), Сатурн VII (1789—1848) | Кассіні |
| o: 23 грудня 1672 p: 1673            | Рея           |               | Сатурн V Сатурн I (1673—1684), Сатурн III (1686—1789)                            | Кассіні |
| 1680-ті                              |               |               |                                                                                  | |
| o: 21 березня 1684 p: 22 квітня 1686 | Тефія         |               | Сатурн III Сатурн I (1686—1789)                                                  | Кассіні. Ці два супутника Кассіні назвав «Sidera Lodoicea». |
| o: 21 березня 1684 p: 22 квітня 1686 | Діона         |               | Сатурн IV Сатурн II (1686—1789)                                                  | Кассіні. Ці два супутника Кассіні назвав «Sidera Lodoicea». |
| Дата                                 | Ім'я          | Зображення    | Номер                                                                            | Примітка |

## XVIII століття
| XVIII століття                          | XVIII століття | XVIII століття | XVIII століття | XVIII століття                                                                                      |
| Дата                                    | Ім'я           | Зображення     | Номер          | Примітки                                                                                            |
| --------------------------------------- | -------------- | -------------- | -------------- | --------------------------------------------------------------------------------------------------- |
| 1780-ті                                 |                |                |                | |
| o: 13 березня 1781 p: 26 квітня 1781    | Уран           |                | Сьома планета  | Гершель офіційно повідомив про відкриття Урана 26 квітня 1781 року, початково вважаючи його кометою |
| o: 11 січня 1787 p: 15 лютого 1787      | Титанія        |                | Уран III       | Гершель. Пізніше він повідомляв ще про чотири спірних супутники                                     |
| o: 11 січня 1787 p: 15 лютого 1787      | Оберон         |                | Уран IV        | Гершель. Пізніше він повідомляв ще про чотири спірних супутники                                     |
| o: 28 серпня 1789 p: 12 листопада 1789  | Енцелад        |                | Сатурн II      | Гершель                                                                                             |
| o: 17 вересня 1789 p: 12 листопада 1789 | Мімас          |                | Сатурн I       | Гершель                                                                                             |
| Дата                                    | Ім'я           | Зображення     | Номер          | Примітки                                                                                            |

## XIX століття
| XIX століття                            | XIX століття | XIX століття | XIX століття                                                   | XIX століття |
| Дата                                    | Ім'я         | Зображення   | Номер                                                          | Примітки |
| --------------------------------------- | ------------ | ------------ | -------------------------------------------------------------- | --- |
| 1800-ті                                 |              |              |                                                                | |
| o: 1 січня 1801 p: 24 січня 1801        | Церера       |              | Восьма планета (1801) Астероїд (1851) Карликова планета (2006) | Піацці. Про своє відкриття повідомив 24 січня 1801 року в листуванні з іншими астрономами. Перша ж офіційна публікація відбулася у вересні 1801 року в «Monatliche Correspondenz». |
| 1840-ві                                 |              |              |                                                                | |
| o: 23 вересня 1846 p: 13 листопада 1846 | Нептун       |              | Восьма планета (1851)                                          | Ґалле і д'Аррест на основі розрахунків Левер'є |
| o: 10 жовтня 1846 p: 13 листопада 1846  | Тритон       |              | Нептун I                                                       | Ласселл |
| o: 16 вересня 1848 p: жовтень 1848      | Гіперіон     |              | Сатурн VII                                                     | В. Бонд, Дж. Бонд, Ласселл |
| 1850-ті                                 |              |              |                                                                | |
| o: 24 жовтня 1851                       | Аріель       |              | Уран I                                                         | Ласселл |
| o: 24 жовтня 1851                       | Умбріель     |              | Уран II                                                        | Ласселл |
| 1870-ті                                 |              |              |                                                                | |
| o: 12 серпня 1877                       | Деймос       |              | Марс II                                                        | Голл |
| o: 18 серпня 1877                       | Фобос        |              | Марс I                                                         | Голл |
| 1890-ті                                 |              |              |                                                                | |
| o: 9 вересня 1892 p: 4 жовтня 1892      | Амальтея     |              | Юпітер V                                                       | Барнард |
| i: 16 серпня 1898 o: 17 березня 1899    | Феба         |              | Сатурн IX                                                      | Пікерінг |
| Дата                                    | Ім'я         | Зображення   | Номер                                                          | Примітки |

## Перша половина XX століття
| Перша половина XX століття                             | Перша половина XX століття  | Перша половина XX століття | Перша половина XX століття                      | Перша половина XX століття |
| Дата                                                   | Ім'я                        | Зображення                 | Номер                                           | Примітки                   |
| ------------------------------------------------------ | --------------------------- | -------------------------- | ----------------------------------------------- | -------------------------- |
| 1900-ті                                                |                             |                            |                                                 |                            |
| i: 3 грудня 1904 p: 6 січня 1905                       | Гімалія (Гестія 1955—1975)  |                            | Юпітер VI                                       | Перрайн                    |
| i: 2 січня 1905 p: 27 лютого 1905                      | Елара (Гера 1955—1975)      |                            | Юпітер VII                                      | Перрайн                    |
| i: 27 січня 1908 o: 28 лютого 1908 p: 1—6 березня 1908 | Пасіфе (Посейдон 1955—1975) |                            | Юпітер VIII                                     | Мелотт                     |
| 1910-ті                                                |                             |                            |                                                 |                            |
| i: 21 липня 1914 p: 17 вересня 1914                    | Сінопе (Гадес 1955—1975)    |                            | Юпітер IX                                       | Ніколсон                   |
| 1930-ті                                                |                             |                            |                                                 |                            |
| i: 23 січня 1930 o: 18 лютого 1930 p: 13 березня 1930  | Плутон                      |                            | Дев'ята планета (1930) Карликова планета (2006) | Томбо                      |
| i: 6 липня 1938 p: серпень 1938                        | Лісітея (Деметра 1955—1975) |                            | Юпітер X                                        | Ніколсон                   |
| i: 30 липня 1938 p: серпень 1938                       | Карме (Пан 1955—1975)       |                            | Юпітер XI                                       | Ніколсон                   |
| 1940-ві                                                |                             |                            |                                                 |                            |
| i: 16 лютого 1948 p: червень 1949                      | Міранда                     |                            | Уран V                                          | Койпер                     |
| i: 1 травня 1949 p: серпень 1949                       | Нереїда                     |                            | Нептун II                                       | Койпер                     |
| 1950-ті                                                |                             |                            |                                                 |                            |
| i: 28 вересня 1951 p: грудень 1951                     | Ананке (Адрастея 1955—1975) |                            | Юпітер XII                                      | Ніколсон                   |
| Дата                                                   | Ім'я                        | Зображення                 | Номер                                           | Примітки                   |

## Друга половина XX століття
| Друга половина XX століття                | Друга половина XX століття | Друга половина XX століття | Друга половина XX століття | Друга половина XX століття | Друга половина XX століття                                     |
| Дата                                      | Ім'я                       | Позначення                 | Зображення                 | Номер                      | Примітки                                                       |
| ----------------------------------------- | -------------------------- | -------------------------- | -------------------------- | -------------------------- | -------------------------------------------------------------- |
| 1960-ті                                   |                            |                            |                            |                            |                                                                |
| i: 15 грудня 1966 p: 3 січня 1967         | Янус*                      | S/1966 S 2                 |                            | Сатурн X                   | О. Дольфюс (можливо, Дольфюс бачив не лише Янус, а й Епіметей) |
| i: 18 грудня 1966 p: 6 січня 1967         | Епіметей*                  | S/1980 S 3                 |                            | Сатурн XI                  | Вокер                                                          |
| 1970-ті                                   |                            |                            |                            |                            |                                                                |
| i: 11 вересня 1974 p: 20 вересня 1974     | Леда                       | Леда                       |                            | Юпітер XIII                | Коваль                                                         |
| i: 30 вересня 1975 p: 3 жовтня 1975       | Фемісто*                   | S/1975 J 1                 |                            | Юпітер XVIII               | Коваль (після відкриття була загублена до 2000)                |
| i: 13 квітня 1978 o: 22 червня 1978       | Харон                      | S/1978 P 1                 |                            | Плутон I                   | Крісті                                                         |
| i: 8 липня 1979 p: 23 листопада 1979      | Адрастея                   | S/1979 J 1                 |                            | Юпітер XV                  | Джуїтт, Даніельсон / «Вояджер-2»                               |
| 1980-ті                                   |                            |                            |                            |                            |                                                                |
| Дата                                      | Ім'я                       | Позначення                 | Зображення                 | Номер                      | Примітки                                                       |
| i: 26 лютого 1980 p: 6 березня 1980       | Епіметей*                  | S/1980 S 3                 |                            | Сатурн XI                  | (підтверджений «Вояджером-1»)                                  |
| i: 1 березня 1980 p: 6 березня 1980       | Гелена                     | S/1980 S 6                 |                            | Сатурн XII                 | Лаке, Лекашо                                                   |
| i: 8 квітня 1980 p: 10 квітня 1980        | Телесто                    | S/1980 S 13                |                            | Сатурн XIII                | Сміт, Рейтсема, Ларсон, Фонтейн, «Вояджер-1»                   |
| i: 5 березня 1979 p: 28 квітня 1980       | Фіва                       | S/1979 J 2                 |                            | Юпітер XIV                 | Сіннот, «Вояджер-1»                                            |
| i: 19 лютого 1980 p: 6 червня 1980        | Янус*                      | S/1980 S 1                 |                            | Сатурн X                   | (підтверджений «Вояджером-1»)                                  |
| i: 13 березня 1980 p: 31 липня 1980       | Каліпсо                    | S/1980 S 25                |                            | Сатурн XIV                 | Песку, Зейдельман, Баум, Кур'є                                 |
| i: 4 березня 1979 p: 26 серпня 1980       | Метіда                     | S/1979 J 3                 |                            | Юпітер XVI                 | Сіннот, «Вояджер-1»                                            |
| o: жовтень 1980 p: 31 жовтня 1980         | Прометей                   | S/1980 S 27                |                            | Сатурн XVI                 | Коллінз, «Вояджер-1»                                           |
| o: жовтень 1980 p: 31 жовтня 1980         | Пандора                    | S/1980 S 26                |                            | Сатурн XVII                | Коллінз, «Вояджер-1»                                           |
| o: жовтень 1980 p: 13 листопада 1980      | Атлас                      | S/1980 S 28                |                            | Сатурн XV                  | Терріл, «Вояджер-1»                                            |
| i: 24 травня 1981 p: 29 травня 1981       | Лариса*                    | S/1981 N 1 = S/1989 N 2    |                            | Нептун VII                 | Рейтсема, Хаббард, Лебофськи, Толен, «Вояджер-2»               |
| i: 30 грудня 1985 p: 9 січня 1986         | Пак                        | S/1985 U 1                 |                            | Уран XV                    | Сіннот, «Вояджер-2»                                            |
| i: 3 січня 1986 p: 16 січня 1986          | Джульєтта                  | S/1986 U 2                 |                            | Уран XI                    | Сіннот, «Вояджер-2»                                            |
| i: 3 січня 1986 p: 16 січня 1986          | Порція                     | S/1986 U 1                 |                            | Уран XII                   | Сіннот, «Вояджер-2»                                            |
| i: 9 січня 1986 p: 16 січня 1986          | Крессида                   | S/1986 U 3                 |                            | Уран IX                    | Сіннот, «Вояджер-2»                                            |
| i: 13 січня 1986 p: 16 січня 1986         | Дездемона                  | S/1986 U 6                 |                            | Уран X                     | Сіннот, «Вояджер-2»                                            |
| i: 13 січня 1986 p: 16 січня 1986         | Розалінда                  | S/1986 U 4                 |                            | Уран XIII                  | Сіннот, «Вояджер-2»                                            |
| i: 13 січня 1986 p: 16 січня 1986         | Белінда                    | S/1986 U 5                 |                            | Уран XIV                   | Сіннот, «Вояджер-2»                                            |
| i: 20 січня 1986 p: 27 січня 1986         | Корделія                   | S/1986 U 7                 |                            | Уран VI                    | Терріл, «Вояджер-2»                                            |
| i: 20 січня 1986 p: 27 січня 1986         | Офелія                     | S/1986 U 8                 |                            | Уран VII                   | Терріл, «Вояджер-2»                                            |
| i: 23 січня 1986 p: 27 січня 1986         | Б'янка                     | S/1986 U 9                 |                            | Уран VIII                  | Сміт, «Вояджер-2»                                              |
| i: 16 червня 1989 p: 7 липня 1989         | Протей                     | S/1989 N 1                 |                            | Нептун VIII                | Сіннот, «Вояджер-2»                                            |
| i: 28 липня 1989 p: 2 серпня 1989         | Деспіна                    | S/1989 N 3                 |                            | Нептун V                   | Сіннот, «Вояджер-2»                                            |
| i: 28 липня 1989 p: 2 серпня 1989         | Галатея                    | S/1989 N 4                 |                            | Нептун VI                  | Сіннот, «Вояджер-2»                                            |
| i: 18 вересня 1989 p: 29 вересня 1989     | Таласса                    | S/1989 N 5                 |                            | Нептун IV                  | Терріл, «Вояджер-2»                                            |
| i: 18 вересня 1989 p: 29 вересня 1989     | Наяда                      | S/1989 N 6                 |                            | Нептун III                 | Терріл, «Вояджер-2»                                            |
| 1990-ті                                   |                            |                            |                            |                            |                                                                |
| Дата                                      | Ім'я                       | Позначення                 | Зображення                 | Номер                      | Примітки                                                       |
| i: 22 серпня 1981 p: 16 липня 1990        | Пан*                       | S/1981 S 13                |                            | Сатурн XVIII               | Шоуолтер, «Вояджер-2»                                          |
| i: 23 серпня 1981 p: 14 квітня 1995       | Паллена* (див. нижче)      | S/1981 S 14                |                            | Сатурн XXXIII              | Гордон, Мюррей і Берл                                          |
| i: 6 вересня 1997 p: 31 жовтня 1997       | Калібан                    | S/1997 U 1                 |                            | Уран XVI                   | Гледмен, Ніколсон, Бернс, Кавеларс                             |
| i: 6 вересня 1997 p: 31 жовтня 1997       | Сікоракса                  | S/1997 U 2                 |                            | Уран XVII                  | Гледмен, Ніколсон, Бернс, Кавеларс                             |
| i: 18 січня 1986 p: 18 травня 1999        | Пердіта*                   | S/1986 U 10                |                            | Уран XXV                   | Каркошка, «Вояджер-2»                                          |
| i: 18 липня 1999 p: 27 липня 1999         | Сетебос                    | S/1999 U 1                 |                            | Уран XIX                   | Кавеларс, Гледмен, Холман, Петі, Шолль                         |
| i: 18 липня 1999 p: 27 липня 1999         | Стефано                    | S/1999 U 2                 |                            | Уран XX                    | Гледмен, Холман, Кавеларс, Петі, Шолль                         |
| i: 18 липня 1999 p: 4 вересня 1999        | Просперо                   | S/1999 U 3                 |                            | Уран XVIII                 | Холман, Кавеларс, Гледмен, Петі, Шолль                         |
| 2000-ні                                   |                            |                            |                            |                            |                                                                |
| Дата                                      | Ім'я                       | Позначення                 | Зображення                 | Номер                      | Примітки                                                       |
| i: 6 жовтня 1999 p: 20 липня 2000         | Калліррое                  | S/1999 J 1                 |                            | Юпітер XVII                | Скотті, Спар, Макміллан, Ларсен, Монтані, Глізон, Герельс      |
| i: 7 серпня 2000 p: 25 жовтня 2000        | Імір                       | S/2000 S 1                 |                            | Сатурн XIX                 | Гледмен                                                        |
| i: 7 серпня 2000 p: 25 жовтня 2000        | Паліак                     | S/2000 S 2                 |                            | Сатурн XX                  | Гледмен                                                        |
| i: 23 вересня 2000 p: 25 жовтня 2000      | Сіарнак                    | S/2000 S 3                 |                            | Сатурн XXIX                | Гледмен, Кавеларс                                              |
| i: 23 вересня 2000 p: 25 жовтня 2000      | Тарвос                     | S/2000 S 4                 |                            | Сатурн XXI                 | Кавеларс, Гледмен                                              |
| i: 7 серпня 2000 p: 18 листопада 2000     | Ківіок                     | S/2000 S 5                 |                            | Сатурн XXIV                | Гледмен                                                        |
| i: 23 вересня 2000 p: 18 листопада 2000   | Іджирак                    | S/2000 S 6                 |                            | Сатурн XXII                | Кавеларс, Гледмен                                              |
| i: 21 листопада 2000 p: 25 листопада 2000 | Фемісто*                   | S/2000 J 1                 |                            | Юпітер XVIII               | Шеппард, Джуїтт, Фернандес, Магнаєр (повторно)                 |
| i: 23 вересня 2000 p: 7 грудня 2000       | Трюм                       | S/2000 S 7                 |                            | Сатурн XXX                 | Гледмен, Кавеларс                                              |
| i: 23 вересня 2000 p: 7 грудня 2000       | Скаді                      | S/2000 S 8                 |                            | Сатурн XXVII               | Кавеларс, Гледмен                                              |
| i: 23 вересня 2000 p: 7 грудня 2000       | Мунділфарі                 | S/2000 S 9                 |                            | Сатурн XXV                 | Гледмен, Кавеларс                                              |
| i: 23 вересня 2000 p: 7 грудня 2000       | Ерріпо                     | S/2000 S 10                |                            | Сатурн XXVIII              | Кавеларс, Гледмен                                              |
| i: 9 листопада 2000 p: 19 грудня 2000     | Альбіорікс                 | S/2000 S 11                |                            | Сатурн XXVI                | Холман, Спар                                                   |
| i: 23 вересня 2000 p: 22 грудня 2000      | Суттунг                    | S/2000 S 12                |                            | Сатурн XXIII               | Гледмен, Кавеларс                                              |
| Дата                                      | Ім'я                       | Позначення                 | Зображення                 | Номер                      | Примітки                                                       |

## XXI століття
| XXI століття                                              | XXI століття | XXI століття                                           | XXI століття   | XXI століття      | XXI століття |
| Дата                                                      | Ім'я         | Позначення                                             | Зображення     | Номер             | Примітки |
| --------------------------------------------------------- | ------------ | ------------------------------------------------------ | -------------- | ----------------- | --- |
| i: 23 листопада 2000 p: 5 січня 2001                      | Каліке       | S/2000 J 2                                             |                | Юпітер XXIII      | Шеппард, Джуїтт, Фернандес, Магнаєр, Дем, Еванс                                                                                      |
| i: 23 листопада 2000 p: 5 січня 2001                      | Іокасте      | S/2000 J 3                                             |                | Юпітер XXIV       | Шеппард, Джуїтт, Фернандес, Магнаєр, Дем, Еванс                                                                                      |
| i: 23 листопада 2000 p: 5 січня 2001                      | Еріноме      | S/2000 J 4                                             |                | Юпітер XXV        | Шеппард, Джуїтт, Фернандес, Магнаєр, Дем, Еванс                                                                                      |
| i: 23 листопада 2000 p: 5 січня 2001                      | Гарпаліке    | S/2000 J 5                                             |                | Юпітер XXII       | Шеппард, Джуїтт, Фернандес, Магнаєр, Дем, Еванс                                                                                      |
| i: 23 листопада 2000 p: 5 січня 2001                      | Ісоное       | S/2000 J 6                                             |                | Юпітер XXVI       | Шеппард, Джуїтт, Фернандес, Магнаєр, Дем, Еванс                                                                                      |
| i: 23 листопада 2000 p: 5 січня 2001                      | Праксідіке   | S/2000 J 7                                             |                | Юпітер XXVII      | Шеппард, Джуїтт, Фернандес, Магнаєр, Дем, Еванс                                                                                      |
| i: 25 листопада 2000 p: 5 січня 2001                      | Мегакліте    | S/2000 J 8                                             |                | Юпітер XIX        | Шеппард, Джуїтт, Фернандес, Магнаєр, Дем, Еванс                                                                                      |
| i: 25 листопада 2000 p: 5 січня 2001                      | Тайгете      | S/2000 J 9                                             |                | Юпітер XX         | Шеппард, Джуїтт, Фернандес, Магнаєр, Дем, Еванс                                                                                      |
| i: 26 листопада 2000 p: 5 січня 2001                      | Халдене      | S/2000 J 10                                            |                | Юпітер XXI        | Шеппард, Джуїтт, Фернандес, Магнаєр, Дем, Еванс                                                                                      |
| i: 5 грудня 2000 p: 5 січня 2001                          | Дія          | S/2000 J 11                                            |                | Юпітер LIII       | Шеппард, Джуїтт, Фернандес, Магнаєр, Дем, Еванс                                                                                      |
| Дата                                                      | Ім'я         | Позначення                                             | Зображення     | Номер             | Примітки |
| i: 9 грудня 2001 p: 16 травня 2002                        | Герміппе     | S/2001 J 3                                             |                | Юпітер XXX        | Шеппард, Джуїтт, Кліна |
| i: 9 грудня 2001 p: 16 травня 2002                        | Еврідоме     | S/2001 J 4                                             |                | Юпітер XXXII      | Шеппард, Джуїтт, Кліна |
| i: 9 грудня 2001 p: 16 травня 2002                        | Спонде       | S/2001 J 5                                             |                | Юпітер XXXVI      | Шеппард, Джуїтт, Кліна |
| i: 9 грудня 2001 p: 16 травня 2002                        | Кале         | S/2001 J 8                                             |                | Юпітер XXXVII     | Шеппард, Джуїтт, Кліна |
| i: 10 грудня 2001 p: 16 травня 2002                       | Автоное      | S/2001 J 1                                             |                | Юпітер XXVIII     | Шеппард, Джуїтт, Кліна |
| i: 11 грудня 2001 p: 16 травня 2002                       | Тіоне        | S/2001 J 2                                             |                | Юпітер XXIX       | Шеппард, Джуїтт, Кліна |
| i: 11 грудня 2001 p: 16 травня 2002                       | Пазітеє      | S/2001 J 6                                             |                | Юпітер XXXVIII    | Шеппард, Джуїтт, Кліна |
| i: 11 грудня 2001 p: 16 травня 2002                       | Еванте       | S/2001 J 7                                             |                | Юпітер XXXIII     | Шеппард, Джуїтт, Кліна |
| i: 11 грудня 2001 p: 16 травня 2002                       | Ортозіє      | S/2001 J 9                                             |                | Юпітер XXXV       | Шеппард, Джуїтт, Кліна |
| i: 11 грудня 2001 p: 16 травня 2002                       | Евпоріє      | S/2001 J 10                                            |                | Юпітер XXXIV      | Шеппард, Джуїтт, Кліна |
| i: 11 грудня 2001 p: 16 травня 2002                       | Етне         | S/2001 J 11                                            |                | Юпітер XXXI       | Шеппард, Джуїтт, Кліна |
| i: 13 серпня 2001 p: 30 вересня 2002                      | Трінкуло     | S/2001 U 1                                             |                | Уран XXI          | Холман, Кавеларс, Мілісавлєвіч |
| i: 31 жовтня 2002 p: 18 грудня 2002                       | Архе         | S/2002 J 1                                             |                | Юпітер XLIII      | Шеппард, Міч, Се, Толен, Тонрі |
| Дата                                                      | Ім'я         | Позначення                                             | Зображення     | Номер             | Примітки |
| i: 23 липня 2002 p: 13 січня 2003                         | Сао          | S/2002 N 2                                             |                | Нептун XI         | Холман, Кавеларс, Грав, Фрейзер, Мілісавлєвіч                                                                                        |
| i: 10 серпня 2002 p: 13 січня 2003                        | Галімеда     | S/2002 N 1                                             | Нептун IX      |                   | Холман, Кавеларс, Грав, Фрейзер, Мілісавлєвіч                                                                                        |
| i: 11 серпня 2002 p: 13 січня 2003                        | Лаомедея     | S/2002 N 3                                             | Нептун XII     |                   | Холман, Кавеларс, Грав, Фрейзер, Мілісавлєвіч                                                                                        |
| i: 5 лютого 2003 p: 4 березня 2003                        | Евкеладе     | S/2003 J 1                                             |                | Юпітер XLVII      | Шеппард, Джуїтт, Кліна, Фернандес, Се                                                                                                |
| i: 5 лютого 2003 p: 4 березня 2003                        | S/2003 J 2   |                                                        |                |                   | Шеппард, Джуїтт, Кліна, Фернандес, Се                                                                                                |
| i: 5 лютого 2003 p: 4 березня 2003                        | S/2003 J 3   |                                                        |                |                   | Шеппард, Джуїтт, Кліна, Фернандес, Се                                                                                                |
| i: 5 лютого 2003 p: 4 березня 2003                        | S/2003 J 4   |                                                        |                |                   | Шеппард, Джуїтт, Кліна, Фернандес, Се                                                                                                |
| i: 6 лютого 2003 p: 4 березня 2003                        |              | S/2003 J 5                                             |                |                   | Шеппард, Джуїтт, Кліна, Фернандес, Се                                                                                                |
| i: 6 лютого 2003 p: 4 березня 2003                        | Геліке       | S/2003 J 6                                             |                | Юпітер XLV        | Шеппард, Джуїтт, Кліна, Фернандес, Се                                                                                                |
| i: 8 лютого 2003 p: 4 березня 2003                        | Аойде        | S/2003 J 7                                             |                | Юпітер XLI        | Шеппард, Джуїтт, Кліна, Фернандес, Се                                                                                                |
| i: 8 лютого 2003 p: 6 березня 2003                        | Гегемоне     | S/2003 J 8                                             |                | Юпітер XXXIX      | Шеппард, Джуїтт, Кліна, Фернандес |
| i: 6 лютого 2003 p: 7 березня 2003                        |              | S/2003 J 9                                             |                |                   | Шеппард, Джуїтт, Кліна, Фернандес |
| i: 6 лютого 2003 p: 7 березня 2003                        | S/2003 J 10  |                                                        |                |                   | Шеппард, Джуїтт, Кліна, Фернандес |
| i: 6 лютого 2003 p: 7 березня 2003                        | Калліхоре    | S/2003 J 11                                            |                | Юпітер XLIV       | Шеппард, Джуїтт, Кліна, Фернандес |
| i: 8 лютого 2003 p: 7 березня 2003                        |              | S/2003 J 12                                            |                |                   | Шеппард, Джуїтт, Кліна, Фернандес |
| i: 9 лютого 2003 p: 2 квітня 2003                         | Кіллене      | S/2003 J 13                                            |                | Юпітер XLVIII     | Шеппард, Джуїтт, Кліна |
| i: 8 лютого 2003 p: 3 квітня 2003                         | Коре         | S/2003 J 14                                            |                | Юпітер XLIX       | Шеппард, Джуїтт, Кліна |
| i: 6 лютого 2003 p: 3 квітня 2003                         |              | S/2003 J 15                                            |                |                   | Шеппард, Джуїтт, Кліна, Фернандес |
| i: 6 лютого 2003 p: 3 квітня 2003                         | S/2003 J 16  | Гледмен, Шеппард, Джуїтт, Кліна, Кавеларс, Петі, Аллен |                |                   | |
| i: 8 лютого 2003 p: 3 квітня 2003                         | Герсе        | S/2003 J 17                                            |                |                   | Гледмен, Шеппард, Джуїтт, Кліна, Кавеларс, Петі, Аллен                                                                               |
| i: 6 лютого 2003 p: 4 квітня 2003                         |              | S/2003 J 18                                            |                |                   | Гледмен, Кавеларс, Петі, Аллен, Шеппард, Джуїтт, Кліна                                                                               |
| i: 5 лютого 2003 p: 8 квітня 2003                         | Нарві        | S/2003 S 1                                             |                | Сатурн XXXI       | Шеппард, Джуїтт, Кліна |
| i: 6 лютого 2003 p: 12 квітня 2003                        |              | S/2003 J 19                                            |                |                   | Гледмен, Шеппард, Джуїтт, Кліна, Кавеларс, Петі, Аллен                                                                               |
| i: 9 лютого 2003 p: 14 квітня 2003                        | Карпо        | S/2003 J 20                                            |                | Юпітер XLVI       | Шеппард, Гледмен, Кавеларс, Петі, Аллен, Джуїтт, Кліна                                                                               |
| i: 6 лютого 2003 p: 29 травня 2003                        | Мнеме        | S/2003 J 21                                            |                | Юпітер XL         | Шеппард, Джуїтт, Кліна, Гледмен, Кавеларс, Петі, Аллен                                                                               |
| i: 18 січня 1986 p: 3 вересня 2003                        | Пердіта*     | S/1986 U 10                                            |                | Уран XXV          | Каркошка (підтверджена «Габблом») |
| i: 29 серпня 2003 p: 3 вересня 2003                       | Псамафа      | S/2003 N 1                                             |                | Нептун X          | Джуїтт, Кліна, Шеппард, Холман, Кавеларс                                                                                             |
| i: 25 серпня 2003 p: 25 вересня 2003                      | Меб          | S/2003 U 1                                             |                | Уран XXVI         | Шоуолтер, Ліссауер |
| i: 25 серпня 2003 p: 25 вересня 2003                      | Купідон      | S/2003 U 2                                             |                | Уран XXVII        | Шоуолтер, Ліссауер |
| i: 13 серпня 2001 p: 30 вересня 2003                      | Фердинанд*   | S/2001 U 2                                             |                | Уран XXIV         | 2001: Холман, Кавеларс, Мілісавлєвіч; 2003: Шеппард, Джуїтт                                                                          |
| i: 14 серпня 2002 p: 30 вересня 2003                      | Несо*        | S/2002 N 4                                             |                | Нептун XIII       | Холман, Кавеларс, Грав, Фрейзер, Мілісавлєвіч                                                                                        |
| i: 13 серпня 2001 p: 8 жовтня 2003                        | Франциско*   | S/2001 U 3                                             |                | Уран XXII         | Холман, Кавеларс, Мілісавлєвіч, Гледмен                                                                                              |
| i: 29 серпня 2003 p: 9 жовтня 2003                        | Маргарита    | S/2003 U 3                                             |                | Уран XXIII        | Шеппард, Джуїтт |
| Дата                                                      | Ім'я         | Позначення                                             | Зображення     | Номер             | Примітки |
| i: 9 лютого 2003 p: 24 січня 2004                         | Тельксіное*  | S/2003 J 22                                            |                | Юпітер XLII       | Шеппард, Джуїтт, Кліна, Гледмен, Кавеларс, Петі, Аллен (за зображеннями, зробленими 2003 року)                                       |
| i: 6 лютого 2003 p: 31 січня 2004                         |              | S/2003 J 23*                                           |                |                   | Шеппард, Джуїтт, Кліна, Фернандес |
| i: 1 червня 2004 p: 16 серпня 2004                        | Мефона*      | S/2004 S 1                                             |                | Сатурн XXXII      | Порко, Шарноз, Брахік, Донес / «Кассіні — Гюйгенс»                                                                                   |
| i: 1 червня 2004 p: 16 серпня 2004                        | Паллена      | S/2004 S 2 =S/1981 S 14                                |                | Сатурн XXXIII     | Порко, Шарноз, Брахік, Донес / «Кассіні — Гюйгенс»                                                                                   |
| i: 21 червня 2004 p: 9 вересня 2004                       |              | S/2004 S 3                                             |                |                   | Мюррей, Порко / «Кассіні — Гюйгенс»                                                                                                  |
| i: 21 червня 2004 p: 9 вересня 2004                       |              | S/2004 S 4                                             |                |                   | Спейтел, Порко / «Кассіні — Гюйгенс»                                                                                                 |
| i: 21 жовтня 2004 o: 24 жовтня 2004 p: 8 листопада 2004   | Полідевк     | S/2004 S 5                                             |                | Сатурн XXXIV      | Порко / «Кассіні — Гюйгенс» |
| i: 28 жовтня 2004 p: 8 листопада 2004                     |              | S/2004 S 6                                             |                |                   | Порко / «Кассіні — Гюйгенс» |
| i: 6 травня 2004 o: 28 грудня 2004 p: 29 липня 2005       | Гаумеа       | 2003 EL61                                              |                | Карликова планета | Ортіс, Асейтуно, Сантос; або Браун, Трухільйо, Рабіновіц (див. Суперечка щодо відкриття Гаумеа)                                      |
| Дата                                                      | Ім'я         | Позначення                                             | Зображення     | Номер             | Примітки |
| i: 12 грудня 2004 p: 3 травня 2005                        |              | S/2004 S 7                                             |                |                   | Шеппард, Джуїтт, Кліна, Марсден |
| i: 12 грудня 2004 p: 3 травня 2005                        | Форньйот     | S/2004 S 8                                             | Сатурн XLII    |                   | Шеппард, Джуїтт, Кліна, Марсден |
| i: 12 грудня 2004 p: 3 травня 2005                        | Фарбауті     | S/2004 S 9                                             | Сатурн XL      |                   | Шеппард, Джуїтт, Кліна, Марсден |
| i: 12 грудня 2004 p: 3 травня 2005                        | Егір         | S/2004 S 10                                            | Сатурн XXXVI   |                   | Шеппард, Джуїтт, Кліна, Марсден |
| i: 12 грудня 2004 p: 3 травня 2005                        | Бефінд       | S/2004 S 11                                            | Сатурн XXXVII  |                   | Шеппард, Джуїтт, Кліна, Марсден |
| i: 12 грудня 2004 p: 3 травня 2005                        | S/2004 S 12  |                                                        |                |                   | Шеппард, Джуїтт, Кліна, Марсден |
| i: 12 грудня 2004 p: 3 травня 2005                        | S/2004 S 13  |                                                        |                |                   | Шеппард, Джуїтт, Кліна, Марсден |
| i: 12 грудня 2004 p: 3 травня 2005                        | Гаті         | S/2004 S 14                                            | Сатурн XLIII   |                   | Шеппард, Джуїтт, Кліна, Марсден |
| i: 12 грудня 2004 p: 3 травня 2005                        | Бергельмір   | S/2004 S 15                                            | Сатурн XXXVIII |                   | Шеппард, Джуїтт, Кліна, Марсден |
| i: 13 грудня 2004 p: 3 травня 2005                        | Фенрір       | S/2004 S 16                                            |                | Сатурн XLI        | Шеппард, Джуїтт, Кліна, Марсден |
| i: 13 грудня 2004 p: 3 травня 2005                        | S/2004 S 17  |                                                        |                |                   | Шеппард, Джуїтт, Кліна, Марсден |
| i: 13 грудня 2004 p: 3 травня 2005                        | Бестла       | S/2004 S 18                                            | Сатурн XXXIX   |                   | Шеппард, Джуїтт, Кліна, Марсден |
| i: 1 травня 2005 p: 6 травня 2005                         | Дафніс       | S/2005 S 1                                             |                | Сатурн XXXV       | Порко / «Кассіні — Гюйгенс» |
| i: 21 жовтня 2003 o: 5 січня 2005 p: 29 липня 2005        | Ерида        | 2003 UB313                                             |                | Карликова планета | Браун, Трухільйо, Рабіновіц |
| o: 26 січня 2005 p: 29 липня 2005                         | Хііака       | S/2005 (2003 EL61) 1                                   |                | Гаумеа I          | Браун, Трухільйо, Рабіновіц |
| i: 31 березня 2005 p: 29 липня 2005                       | Макемаке     | 2005 FY9                                               |                | Карликова планета | Браун, Трухільйо, Рабіновіц |
| o: 30 червня 2005 p: 29 липня 2005                        | Намака       | S/2005 (2003 EL61) 2                                   |                | Гаумеа II         | Браун, Трухільйо, Рабіновіц |
| i: 10 вересня 2005 p: 3 жовтня 2005                       | Дизномія     | S/2005 (2003 UB313) 1                                  |                | Ерида I           | Браун, ван Дам, Буше, ле Міньян, Кемпбелл, Чін, Конрад, Хартман, Йохансон, Лафон, Рабіновіц, Стомськи, Саммерс, Трухільйо, Візінович |
| i: 15 травня 2005 o: 15 червня 2005 p: 31 жовтня 2005     | Нікта        | S/2005 P 2                                             |                | Плутон II         | Вівер, Стерн, Метчлер, Стеффл, Бує, Мерлін, Спенсер, Е. Юнг, Л. Юнг                                                                  |
| i: 15 травня 2005 o: 15 червня 2005 p: 31 жовтня 2005     | Гідра        | S/2005 P 1                                             |                | Плутон III        | Вівер, Стерн, Метчлер, Стеффл, Бує, Мерлін, Спенсер, Е. Юнг, Л. Юнг                                                                  |
| Дата                                                      | Ім'я         | Позначення                                             | Зображення     | Номер             | Примітки |
| i: 12 грудня 2004 o: 6 березня 2006 (?) p: 26 червня 2006 | Гірроккін    | S/2004 S 19                                            |                | Сатурн XLIV       | Шеппард, Джуїтт, Кліна |
| i: 4 січня 2006 o: 6 березня 2006 (?) p: 26 червня 2006   |              | S/2006 S 1                                             |                |                   | Шеппард, Джуїтт, Кліна |
| i: 4 січня 2006 o: 6 березня 2006 (?) p: 26 червня 2006   | Карі         | S/2006 S 2                                             | Сатурн XLV     |                   | Шеппард, Джуїтт, Кліна |
| i: 5 січня 2006 o: 6 березня 2006 (?) p: 26 червня 2006   |              | S/2006 S 3                                             |                |                   | Шеппард, Джуїтт, Кліна |
| i: 5 січня 2006 o: 6 березня 2006 (?) p: 26 червня 2006   | Грейп        | S/2006 S 4                                             | Сатурн LI      |                   | Шеппард, Джуїтт, Кліна |
| i: 5 січня 2006 o: 6 березня 2006 (?) p: 26 червня 2006   | Логі         | S/2006 S 5                                             | Сатурн XLVI    |                   | Шеппард, Джуїтт, Кліна |
| i: 5 січня 2006 o: 6 березня 2006 (?) p: 26 червня 2006   | Ярнсакса     | S/2006 S 6                                             | Сатурн L       |                   | Шеппард, Джуїтт, Кліна |
| i: 5 січня 2006 o: 6 березня 2006 (?) p: 26 червня 2006   | Сурт         | S/2006 S 7                                             | Сатурн XLVIII  |                   | Шеппард, Джуїтт, Кліна |
| i: 5 січня 2006 o: 6 березня 2006 (?) p: 26 червня 2006   | Сколл        | S/2006 S 8                                             | Сатурн XLVII   |                   | Шеппард, Джуїтт, Кліна |
| Дата                                                      | Ім'я         | Позначення                                             | Зображення     | Номер             | Примітки |
| i: 5 січня 2006 o: 16 січня 2007 (?) p: 13 квітня 2007    | Таркек       | S/2007 S 1                                             |                | Сатурн LII        | Шеппард, Джуїтт, Кліна |
| i: 18 січня 2007 p: 1 травня 2007                         |              | S/2007 S 2                                             |                |                   | Шеппард, Джуїтт, Кліна |
| i: 18 січня 2007 p: 1 травня 2007                         | S/2007 S 3   |                                                        |                |                   | Шеппард, Джуїтт, Кліна |
| i: червень 2004 o: 30 травня 2007 p: 18 липня 2007        | Анфа         | S/2007 S 4                                             |                | Сатурн XLIX       | Порко / «Кассіні — Гюйгенс» |
| Дата                                                      | Ім'я         | Позначення                                             | Зображення     | Номер             | Примітки |
| i: 15 серпня 2008 p: 3 березня 2009                       | Егеон        | S/2008 S 1                                             |                | Сатурн LIII       | Порко / «Кассіні — Гюйгенс» |
| i: 26 липня 2009 p: 2 листопада 2009                      |              | S/2009 S 1                                             |                |                   | Порко / «Кассіні — Гюйгенс» |
| i: 7 вересня 2010 p: 1 червня 2011                        |              | S/2010 J 1                                             |                | Юпітер LI         | Р. Джейкобсон, М. Брозович, Б. Гледман, М. Александерсен                                                                             |
| i: 8 вересня 2010 p: 1 червня 2011                        |              | S/2010 J 2                                             |                | Юпітер LII        | К. Вейллет |
| i: 28 червня 2011 p: 20 липня 2011                        | Кербер       | S/2011 (134340) 1                                      |                | Плутон IV         | Шоуолтер |
| i: 27 вересня 2011 p: 29 січня 2012                       |              | S/2011 J 1                                             |                |                   | С. Шеппард |
| i: 27 вересня 2011 p: 29 січня 2012                       |              | S/2011 J 2                                             |                |                   | С. Шеппард |
| i: 26 червня 2012 p: 11 липня 2012                        | Стікс        | S/2012 (134340) 1                                      |                | Плутон V          | Шоуолтер |
| i: 2004 o: 1 липня 2013 p: 15 липня 2013                  | Гіпокамп     | S/2004 N 1                                             |                | Нептун XIV        | Шоуолтер |
| i: 27 квітня 2015 p: 26 квітня 2016                       |              | S/2015 (136472) 1                                      |                |                   | А. Паркер, М. Бує, У. Гранді, К. Нолл                                                                                                |
| i: 8 березня 2016 p: 2 червня 2017                        |              | S/2016 J 1                                             |                |                   | С. Шеппард |
| i: 23 березня 2017 p: 5 червня 2017                       | S/2017 J 1   |                                                        |                |                   | С. Шеппард |
| Дата                                                      | Ім'я         | Позначення                                             | Зображення     | Номер             | Примітки |